# لوحة سرجون
عثر على لوحة سرجون (بالألمانية: Kition-Stele) في خريف عام 1845 في قبرص في موقع مملكة مدينة كتيون السابقة، في لارنكا الحالية إلى الغرب من ميناء كتيون القديم في الموقع الأثري بامبولا. اللغة المكتوبة على اللوحة هي الآشورية الأكدية.
وقد وضعت اللوحة هناك في عهد سرجون الثاني ( r. حكمت الإمبراطورية الآشورية الحديثة (935-605 قبل الميلاد). عُرضت للبيع في المتحف البريطاني، مقابل 20 جنيهًا إسترلينيًا. عرض لودفيغ روس خمسين جنيهًا إسترلينيًا ثمنًا للمسلة، فشحنت إلى متحف في برلين، حيث لا تزال محفوظة في متاحف برلين الحكومية. وعُثر مع المسلة على لوحة فضية مذهبة، وهي موجودة اليوم في متحف اللوفر. وتُعرض نسخة المسلة في متحف منطقة لارنكا.

## النقش

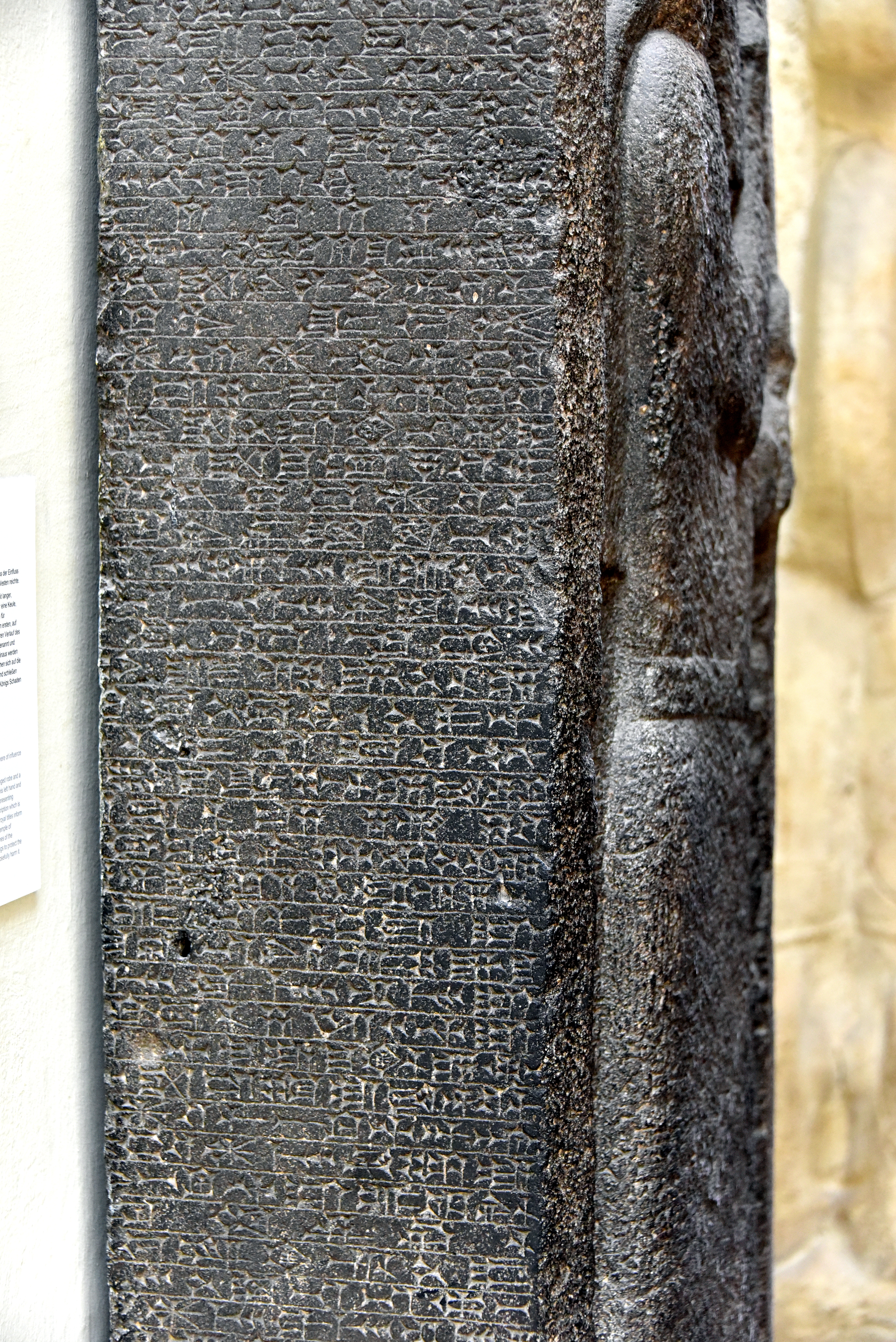
نقوش مسمارية على أحد جوانب لوحة سرجون الثاني من قبرص في متحف بيرغاموم، برلين

وقد لخصت كارين رادنر محتويات النقش المسماري في عام 2010 على النحو التالي:
- "دعاء آشور، سين، شمش، هدد، مردوخ، نابو، عشتار، سبتي" - الفقرة 1.[2]
- "مقدمة عن سرجون، بألقاب ملكية وباعتباره راعي الآلهة" - الفقرة 2.[3]
- "ملخص النجاحات العسكرية: إخضاع المدن البابلية؛ الحكم على جميع الشعوب بين البحر الأعلى والبحر الأدنى؛ الانتصارات ضد عيلام، في إيران وفي حاتي؛ إذلال أورزانا في مصاصر وروسا في أورارتو؛ هزيمة حماة" - الفقرة 3.
- "سرجون كحارس لمعبد مردوخ في بابل" - الفقرة 4.
- "وفودا دلمون وعدنانة" - فقرة 5.
- "إقامة النصب التذكاري فيما يتصل بجبل بعل هاري" - الفقرة 6.
- "تعليمات للملوك المستقبليين لحماية النصب التذكاري" - الفقرة 7.
- "اللعنة على من يضره" - الفقرة 8.

شُيِّدت هذه اللوحة حوالي عام 707 قبل الميلاد، إلا أنها لا تُشير إلى أسماء الإمارات العشر في قبرص آنذاك. ربما أصبحت الممالك القبرصية تابعة للملك الآشوري سرجون الثاني.
وقد أدرج الملك الآشوري أسرحدون (680-669 قبل الميلاد) المدن العشر لقبرص في وقت لاحق إلى حد ما، وهي: إيداليون، وتشيتروي، وسولو، وبافوس، وسلاميس، وكوريون، وتاماسوس، و"المدينة الجديدة"، وليدراي، و"نوريا".

## نظريات حول أغراض اللوحة
قالت كارين رادنر في عام 2010 "في نقوش سرجون نجد، لأول مرة، أن الجزر تستخدم لتحديد مدى قوة آشور - ربما إشارة إلى الوعي المتزايد بأن العالم هو أكثر من مجرد كتلة أرضية محاطة بالبحر".
تكتب كارين رادنر أن قبرص "كانت في ذلك الوقت خاضعة لسيطرة (باستخدام مصطلح غامض متعمد) مملكة صور الفينيقية، والتي كانت تعامل المدن المحلية باعتبارها تابعة لها، وفقًا لشهادة الآشوريين".
عندما نُصبت اللوحة، كانت صور لا تزال تُسيطر على قبرص، على الرغم من أن الآشوريين كانوا يُبدون اهتمامًا متزايدًا بالجزيرة. تضاءل دور صور تدريجيًا، وبدأ الآشوريون في إقامة علاقات مباشرة.

## قراءة إضافية
- روبرت ميريليس، دراسات عن مصادر مسلة سرجون الثاني من لارنكا (كيتيون) والوعاءين الفضيين المعروفين باسم دالي (إيداليون) في متحف اللوفر ، دفاتر مركز الدراسات القبرصية. المجلد 46، 2016. تكريم لأنطوان هيرماري. ص. 349-386؛ دوى: 10.3406/cchyp.2016.1698